# Wehrsold
Der Wehrsold ist in Deutschland eine der Geld- und Sachleistungen für wehrdienstleistende Soldaten der Bundeswehr gemäß dem Wehrsoldgesetz.

## Geschichte
Reservistendienst Leistende (RDL) (Wehrdienst leistende Reservisten) bezogen bis Oktober 2015 ebenfalls Wehrsold. Seit 1. November 2015 beziehen sie Reservistendienstleistungsprämie (ersetzt den Wehrsold und die Verpflegungskosten) und Verpflichtungszuschlag.
Wehrpflichtig dienende Soldaten bezogen ebenfalls Wehrsold (bis 30. Juni 2011).
Zu Zeiten der Wehrmacht galt das Einsatz-Wehrmachtgebürnisgesetz (EWGG); Durchführungsbestimmungen enthielten die Wehrsoldtabelle.

## Empfängerkreis
Wehrsold beziehen Freiwillig Wehrdienstleistende (FWDL).
Im Gegensatz dazu erhalten Zeitsoldaten (SaZ) und Berufssoldaten keinen Wehrsold, sondern wie Beamte eine Besoldung gemäß Bundesbesoldungsgesetz.

## Besonderheit
Grundsätzlich erhalten alle freiwillig Wehrdienstleistenden in ihren insgesamt sechs bis 23 Monaten Dienstzeit Wehrsold, jedoch Soldaten, die aufgrund einer freiwilligen Meldung bereits als Soldat auf Zeit (SaZ) zum Dienstantritt aufgefordert werden, von Beginn an eine beamtenrechtliche Besoldung.

## Steuerfreiheit
Der reine Wehrsold ist steuerfrei. Steuerpflichtig wurden bei Dienstverhältnissen ab dem 1. Januar 2014 unter anderem: der Wehrdienstzuschlag, besondere Zuwendungen sowie unentgeltliche Unterkunft und Verpflegung.

## Wehrsoldarten
- Wehrsoldtagessatz (Tagespauschale gem. Wehrsoldgruppe), lohnsteuerfrei
- Wehrdienstzuschlag (alle Soldaten im FWD)
- Entlassungsgeld
- erhöhter Wehrsold (vergleichbar mit der Auszahlung von Überstunden)

## Wehrsoldgruppen
Wehrsold je Tag seit 1. November 2015:
- 11,41 € Soldat (je nach Truppengattung auch Schütze, Flieger, Matrose usw.)
- 12,18 € Gefreiter
- 12,95 € Obergefreiter
- 13,71 € Hauptgefreiter
- 15,25 € Stabsgefreiter, Oberstabsgefreiter, Unteroffizier, Maat, Stabsunteroffizier, Obermaat, Fahnenjunker, Seekadett
- 15,76 € Feldwebel, Bootsmann, Fähnrich, Oberfeldwebel, Oberbootsmann
- 16,27 € Hauptfeldwebel, Hauptbootsmann, Oberfähnrich, Stabsfeldwebel, Stabsbootsmann, Oberstabsfeldwebel, Oberstabsbootsmann, Leutnant
- 16,78 € Oberleutnant
- 17,29 € Hauptmann, Kapitänleutnant
- 17,80 € Stabshauptmann, Stabskapitänleutnant, Major, Korvettenkapitän, Stabsarzt, Stabsapotheker, Stabsveterinär
- 18,32 € Oberstleutnant, Fregattenkapitän, Oberstabsarzt, Oberfeldarzt, Flottillenarzt, Oberfeldapotheker, Flottillenapotheker, Oberfeldveterinär
- 18,83 € Oberst, Kapitän zur See, Oberstarzt, Flottenarzt, Oberstapotheker, Flottenapotheker, Oberstveterinär
- 19,85 € alle Generals-/Admiralsdienstgrade

## Sonstiges
Wehrsoldempfänger erhalten neben dem Wehrsold weitere Leistungen nach dem Wehrsoldgesetz sowie u. U. dem Unterhaltssicherungsgesetz. Das Arbeitsplatzschutzgesetz sichert darüber hinaus dem zu Wehrdienstleistungen einberufenen Arbeitnehmer oder Beamten das Beschäftigungs- bzw. Dienstverhältnis.
Beamte und Angestellte im Öffentlichen Dienst, die zu Wehrdienstleistungen herangezogen (einberufen) werden, haben Anspruch auf Weiterzahlung ihrer Bezüge.